# Preventivní zdravotní péče
Preventivní zdravotní péče neboli zdravotnická profylaxe sestává z opatření přijatých pro prevenci onemocnění.
Nemoc a zdravotní postižení jsou ovlivněny faktory životního prostředí, genetickou predispozicí, původci onemocnění a volbou životního stylu a jsou to dynamické procesy, které začínají dříve, než si jednotlivci uvědomí, že jsou postiženi.
Studie z roku 2004 ukázala, že asi polovina všech úmrtí ve Spojených státech v roce 2000 byla způsobena chováním a expozicí, kterým lze předejít.
Mezi hlavní příčiny smrti patřila kardiovaskulární onemocnění, chronická respirační onemocnění, neúmyslná zranění, cukrovka a některá infekční onemocnění. Stejná studie odhaduje, že každý rok ve Spojených státech zemře 400 000 lidí kvůli špatné stravě a nezdravému životnímu stylu.
Podle odhadů Světové zdravotnické organizace (WHO) zemřely v roce 2011 na celém světě asi dvě třetiny lidí na nepřenosné nemoci, včetně rakoviny, cukrovky a chronických kardiovaskulárních a plicních onemocnění. Jde o nárůst oproti roku 2000, kdy bylo těmto nemocem připsáno 60 % úmrtí.

## Druhy prevence ve zdravotnictví
- Primární prevence – soubor preventivních opatření, která vedou k odvrácení nemoci (poruchy zdraví).
- Sekundární prevence – soubor léčebných opatření, kterými se předchází komplikacím nemoci a zhoršení projevů nemoci.
- Terciární prevence – předcházení následkům nemoci.
- Nespecifická prevence – posílení osobnosti s cílem přijmout odpovědnost za vlastní zdraví[4]

## Metody prevence onemocnění
Existuje mnoho způsobů jak předcházet onemocněním, zde jsou některé z nich.
- prevence kouření mladistvých formou poskytování informací[5][6][7]
- pravidelné prohlídky u praktického lékaře (screening onemocnění, identifikace rizikových faktorů onemocnění, diskuse pro zdravý a vyvážený životní styl, aktuální informace o očkování a posilování imunity)[8]
- primární prevence v pediatrii (očkování dětí, varování rodičů před nejčastějšími úrazy dětí, rizika popálení, význam cyklistické přilby, kontrola znečištění venkovního ovzduší před zahájením sportovních aktivit atd.)
- screeningová vyšetření (kontrola hypertenze (vysokého krevního tlaku), hyperglykemie (vysoká hladina cukru v krvi), hypercholesterolemie (vysoká hladina cholesterolu), screening rakoviny tlustého střeva, deprese, HIV a dalších sexuálně přenosných onemocnění jako je chlamydie, syfilis a kapavka, mamografie (screening rakoviny prsu), screening kolorektálního karcinomu, Pap test (kontrola rakoviny děložního čípku), screening na osteoporózu)
- genetické testování (lze také provést za účelem screeningu mutací, které způsobují genetické poruchy nebo predispozici k určitým onemocněním, jako je rakovina prsu nebo vaječníků)[8]
- dodržování ústní hygieny ve stomatologii
- pravidelná lázeňská péče

Všechna tato opatření však nejsou v plné míře dostupná pro každého jednotlivce a nákladová efektivita preventivní zdravotní péče je stále předmětem diskusí.